# Pityohyphantes pallidus
Pityohyphantes pallidus är en spindelart som beskrevs av Chamberlin och Ivie 1942. Pityohyphantes pallidus ingår i släktet Pityohyphantes och familjen täckvävarspindlar. Inga underarter finns listade i Catalogue of Life.